# Gäddtjärnet (Eda socken, Värmland)
Gäddtjärnet är en sjö i Eda kommun i Värmland och ingår i Göta älvs huvudavrinningsområde.